# Liste jüdischer Friedhöfe in Spanien
Die Liste jüdischer Friedhöfe in Spanien gibt einen Überblick zu jüdischen Friedhöfen (Cementerios judíos) in Spanien. Die Liste erhebt keinen Anspruch auf Vollständigkeit. Die Sortierung erfolgt alphabetisch nach den Ortsnamen.

## Liste der Friedhöfe
| Bezeichnung                                    | Ort                       | Bild | Autonome Gemeinschaft | Weitere Informationen |
| ---------------------------------------------- | ------------------------- | ---- | --------------------- | --------------------- |
| Jüdischer Friedhof (Barcelona)                 | Barcelona                 |      | Katalonien            |                       |
| Jüdischer Friedhof (Benidorm)                  | Benidorm                  |      | Valencia              |                       |
| Jüdischer Friedhof (Ceuta)                     | Ceuta                     |      |                       |                       |
| Jüdischer Friedhof (Girona)                    | Girona                    |      | Katalonien            |                       |
| Jüdischer Friedhof (La Línea de la Concepción) | La Línea de la Concepción |      | Andalusien            |                       |
| Jüdischer Friedhof (Madrid)                    | Madrid                    |      | Madrid                |                       |
| Jüdischer Friedhof (Málaga)                    | Málaga                    |      | Andalusien            |                       |
| Jüdischer Friedhof (Melilla)                   | Melilla                   |      |                       |                       |
| Jüdischer Friedhof (Palma de Mallorca)         | Palma                     |      | Balearische Inseln    |                       |
| Jüdischer Friedhof (Sevilla)                   | Sevilla                   |      | Andalusien            |                       |